# 阮文松 (足球运动员)
阮文松 (2001年6月2日—)是越南足球運動員，目前效力於越南足球甲級聯賽河內足球會，司職前鋒，也是越南23歲以下國家足球隊的成員。